# Este (dinastija)
Este ili d'Este, talijanska velikaška obitelji, koja potječe od langobardske obitelji Oberttenghi. Ime je dobila po utvrdi Este, u kojoj se nastanio markgrof Alberto Azzo II. (oko 996. – 1097.), vjerojatno utemeljitelj obitelji. Njegov sin Welf IV. († 1101.), stupio je u službu bavarskog vojvode Henrika IV. Bio je po majci Kunigundi, u rodu sa starijom lozom Welfa te se smatra rodonačelnikom mlađe loze Welfa.
Mlađi sin Alberta Azze II., Fulco I. († o. 1136.), ostao je živjeti u Italiji i stekao je plemićki naslov markiza d'Este. On je utemeljitelj mlađeg ogranka dinastije, koja je preuzela naziv Este. Obitelj se istakla u vrijeme sukuba gvelfa i gibelina u 13. stoljeću, kada je bila vodeća obitelj gvelfa u Italiji. Markiz Obizzo II. (1247. – 1293.) uspio je u borbama sa suparničkim obiteljima učvrstiti svoju moć te je uzeo naslov gospodara Ferrare. S porastom moći, proširio je svoju vlast na Modenu (1288.) i Reggio (1289.).
Tijekom 14. stoljeća, značajno je opala moć dinastije Este i oparavila se tek se s Niccolòom III. (1383. – 1441.), koji je proširio vlast kupovinom Reggio Emilije 1409. i priključenjem Ganfagnana 1430. godine. Za vladavine njegova nasljednika Leonella (1407. – 1450.) dvori obitelji Este postao je jedinim od glavnih kulturnih središta u Italiji. Leonellov nasljednik i polubrat Borso (1413. – 1471.) uspio je 1452. godine dobiti od rimsko-njemačkog kralja Fridrika III. naslov vojvode od Modene i Reggia, a 1471. godine dobio je od pape Pavla II. naslov vojvode od Ferrare.
Veliki mecene bili su Ercole II. (1508. – 1559.), koji je vladao od 1534. godine, te njegov brat, kardinal i milanski nadbiskup Ippolito II. (1509. – 1572.), koji je sagradio vilu d’Este u Tivoliju kraj Rima, glasovitu po vrtu s mnogobrojnim vodoskocima.
Posljednji vojvoda Ferrare iz obitelji Este, bio je Alfonso II. (1533. – 1597.), nakon čije smrti je Ferrara pripala Papinskoj Državi, a njegovom smrću izumrla je ujedno i glavna loza obitelji. U Modeni i Reggiu obiteljsku je liniju nastavio Alfonsov nezakoniti rođak Cesare (1552. – 1628.). Izgubivši Ferraru, obitelj Este je izgubila i važnu ulogu u povijesti Italije.

## Vanjske poveznice
- Este Hrvatska enciklopedija
- Este Proleksis enciklopedija
- Dinastija Este Britannica (engl.)